# Claes Hylinger

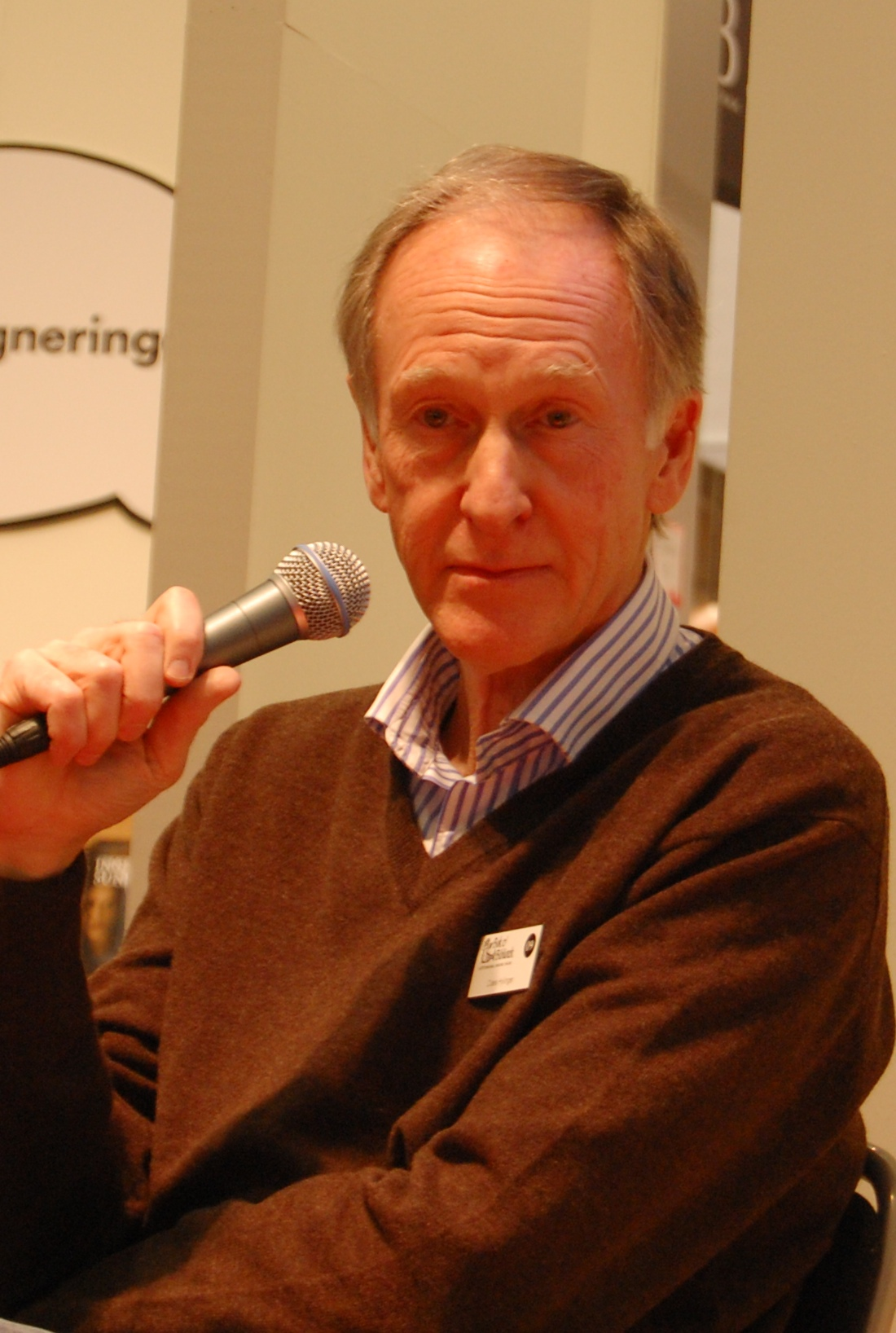
Claes Hylinger (2009)

Claes Hylinger (* 7. Januar 1943 in Göteborg, Schweden) ist ein schwedischer Schriftsteller und Übersetzer.

## Leben
Claes Hylinger wurde als Sohn eines Ingenieurs und einer Hausfrau geboren. Er wuchs in Göteborg auf und studierte Französisch und Literaturgeschichte. Mit dem Roman  I krig och kärlek debütierte Hylinger 1972 als Schriftsteller. Größere Bekanntheit erlangte er mit seiner Trilogie über die Geheimgesellschaft, die 1986 mit Det hemliga sällskapet startete und nach 1990 mit Den stora sammankomsten schließlich mit 2002 I det hemliga sällskapets tjänst endete. Als Übersetzer betätigte er sich unter anderem damit, französische Werke der ’Pataphysik ins Schwedische zu übersetzen.

## Werke (Auswahl)
- I krig och kärlek (1972)
- Färdaminnen (1973)
- Dagar och nätter i Paris och Göteborg (1975)
- I Göteborg (1978, mit Magnus Hedlund und Lennart Aschenbrenner)
- Ett långt farväl (1981)
- Spår av Proust (1984, mit Harald Lyth)
- Lennart Aschenbrenner (1985, mit Torsten Ekbom)
- Det hemliga sällskapet (1986)
- Nya dagar och nätter (1988)
- Den stora sammankomsten (1990)
- Jul igen (1992)
- Kvar i Göteborg (1992, mit Magnus Hedlund und Lennart Aschenbrenner)
- Kvällarna på Pärlan (1995)
- Från syndafloden till albatross (1997)
- Till främmande land (1998)
- Regnet föll över Järntorget (2000, mit Magnus Hedlund und Lennart Aschenbrenner)
- Desockultation (2001)
- I det hemliga sällskapets tjänst (2002)
- Boken om det hemliga sällskapet (2003)
- Hotell Erfarenheten (2006)
- Utan ärende (2009)

## Auszeichnungen (Auswahl)
- BMF-Plakette 1995
- De Nios Vinterpris 1995
- Gerard-Bonnier-Preis 2009
- Doblougpreis 2002
- Piraten-Preis 2007